# 御陵衛士

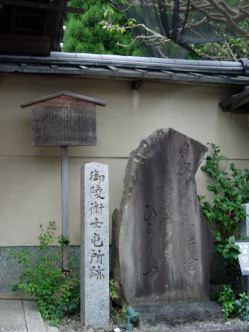
在京都府京都市東山區高台寺的御陵衛士屯所跡

御陵衛士（日语：／ Goryō-eji */?），是日本幕末時期在京都孝明天皇御陵的守護組織，別名高台寺黨（高台寺月真院據地而得名）。

## 御陵衛士的組成
慶應三年三月十日（1867年4月14日），新選組隊員伊東甲子太郎因為意志不同而離隊後，與意念相同的其他離隊人士組成「御陵衛士」。在泉湧寺塔中戒光寺的長老－湛然介紹伊東任孝明天皇的御陵守護的的时候，隨著調查薩摩藩和長州藩之舉動，最初於五条橋東面的長円寺接管據點。

## 解散
於慶應三年十一月十八日（1867年12月13日）發生的油小路事件中，伊東甲子太郎與藤堂平助相繼死亡後，殘存的衛士向薩摩藩邸逃亡，御陵衛士隨即解散，御陵衛士的尚存者參加了赤報隊的第二番隊。

## 御陵衛士成員
共十五名：
- 伊東甲子太郎
- 鈴木三樹三郎
- 篠原泰之進
- 藤堂平助
- 服部武雄
- 毛内有之助
- 富山彌兵衛
- 阿部十郎
- 内海次郎
- 加納鷲雄（加納道之助）
- 中西昇
- 橋本皆助
- 清原清
- 新井忠雄
- 齋藤一（有說齋藤是新選組的間諜）